# Victory Road 2011
Victory Road (2011) è stata la settima edizione dell'omonimo pay-per-view di wrestling prodotto dalla Total Nonstop Action. L'evento si è svolto il 13 marzo 2011 presso la Impact Zone di Orlando (Florida) davanti a 1100 spettatori.
Questo pay-per-view è ricordato negativamente per via del main-event tra Sting e Jeff Hardy, considerato uno dei peggiori match nella storia del wrestling professionistico; Hardy, infatti, si è esibito sotto effetto di alcol e marijuana, costringendo Sting a chiudere immediatamente l'incontro su ordine della dirigenza.

## Risultati
| # | Risultati                                                                                           | Stipulazioni                                                                         | Durata |
| - | --------------------------------------------------------------------------------------------------- | ------------------------------------------------------------------------------------ | ------ |
| 1 | Tommy Dreamer ha sconfitto Bully Ray                                                                | Falls Count Anywhere match                                                           | 10:45  |
| 2 | Rosita e Sarita hanno sconfitto Angelina Love e Winter (c)                                          | Tag Team match per il TNA Knockouts Tag Team Championship                            | 04:58  |
| 3 | Hernandez ha sconfitto Matt Morgan                                                                  | First Blood match                                                                    | 08:35  |
| 4 | Kazarian (c) ha sconfitto Jeremy Buck, Max Buck e Robbie E                                          | Ultimate X match per il TNA X Division Championship                                  | 14:22  |
| 5 | Beer Money Inc. (James Storm e Robert Roode) (c) ha sconfitto Ink Inc. (Jesse Neal e Shannon Moore) | Tag Team match per il TNA World Tag Team Championship                                | 12:30  |
| 6 | AJ Styles ha sconfitto Matt Hardy (con Ric Flair)                                                   | Single match                                                                         | 17:38  |
| 7 | Mr. Anderson vs. Rob Van Dam è terminato in no-contest                                              | Single match per determinare il primo sfidante al TNA World Heavyweight Championship | 12:55  |
| 8 | Sting (c) ha sconfitto Jeff Hardy                                                                   | Single match per il TNA World Heavyweight Championship                               | 01:28  |